# Jackson, Michigan
Jackson este un oraș, care este sediul comitatului omonim, Jackson, statul  Michigan,  Statele Unite ale Americii. GR6 Conform datelor furnizate de Census 2010, populația orașului fusese de 33.534.
Este orașul principal al zonei metropolitane omonime, Jackson, (sau, în engleză, Metropolitan Statistical Area), care cuprinde întreg comitatul Jackson, care avea în anul 2010 o populație de 160.248 de locuitori.
A fost fondat în 1829, și numit după președintele Andrew Jackson.